# Dignora Pastorello
Dignora Lida Pastorello (1 de enero de 1914, Banfield, Buenos Aires-2001, Buenos Aires) fue una pintora naif o primitivista argentina.

## Trayectoria
Cursó sus estudios en la Escuela Nacional de Bellas Artes y en la Academia Nacional de Bellas Artes Prilidiano Pueyrredón. se perfeccionó entre 1953 y 1957 con Ramón Gómez Cornet, Luis Centurión y Jorge Larco (1897-1967).
Hizo muestras individuales en las galerías Witcomb, Rubbers, museos Histórico y de Artes de Morón y Bellas Artes de Luján, Primitivos actuales de América, en Madrid; expuso en Italia en unión con doce pintores argentinos, y en Washington con el grupo de pintura ingenua. Pero, con el comienzo del este siglo, desapareció. Quizá por no tener hijos, una galería o un mecenas que se encargase de mantener su obra en rotación, y sus trabajos “terminaron en depósitos”.
Junto a su esposo Eduardo Larco se mudó y fallecido él, siguió viviendo al Conventillo de los Ingleses realizado por el suizo Christian Schindler para Alberto Anchorena a principios del siglo XX, es un hito arquitectónico donde también vivieron los pintores Roberto Aizenberg, Josefina Robirosa, y el director teatral Cecilio Madanes.
Integró con Ángel Fadul, Juan Ibarra, Andrés Fernández Taboas y Mario Vuono  el Grupo Cinco. 
En 1967 la menciona Manuel Mujica Láinez en su texto referido a “La Pintura Ingenua”.

## Premios
- 1959, Premio Picardo en el Salón de otoño de Buenos Aires
- 1961, Premio Salón de Santa Fe en 1961
- 1983, Premio Antonio Colombo de Savoini
- 1962, Premio Adquisición en el Salón de Mar del Plata
- 1965, Mención Especial en el Salón Nacional
- 1966, Premio Laura Barbará de Díaz
- 1967, Premio Quinquela Martín en el Salón Nacional
- 1978, Premio Eduardo Sivori
- 1972, Primer Premio Municipalidad de Vicente López
- 1974, Primer Premio en el Salón Barrios de Buenos Aires